# Académie de Lunenburg
L’académie de Lunenburg (anglais : Lunenburg Academy) est un bâtiment scolaire située à Lunenburg en Nouvelle-Écosse (Canada).  Construite en 1894 et 1895 selon les plans de l'architecte Harry H. Mott, elle est l'un des rares témoins du système des académies, des écoles offrant un enseignement secondaire de qualité. Elle a été désignée en 1983 comme lieu historique national du Canada, elle est située dans le site du patrimoine mondial du Vieux-Lunenburg.

## Histoire
L'ancienne académie de Lunenburg a passé au feu en 1893. Les plans de la nouvelle école ont été préparés par Harry H. Mott, un architecte de Saint-Jean au Nouveau-Brunswick. Le contrat a été donné pour 25 000 $CA à la Oxford Furniture Company. La construction a débuté en automne 1894 et a continué au début de 1895, jusqu’à la faillite du constructeur. La construction a été ensuite sous la direction de Solomon Morash, un maître d'œuvre local. L'école a ouvert le 7 novembre 1895 et a coûté 30 000 $CA au total.
Le 30 juin 1983 l'académie a été enregistré come bien patrimonial municipal par la ville de Lunenburg. Elle a été désignée lieu historique national du Canada par la commission des lieux et monuments historiques du Canada le 18 novembre 1983. Elle a été finalement répertoriée comme bien patrimonial provincial le 20 mars 1984.